# Roewe Whale
Roewe Whale – samochód osobowy typu SUV Coupé klasy średniej produkowany pod chińską marką Roewe w latach 2021–2023 dla rynku chińskiego i ponownie od 2024 roku dla Bliskiego Wschodu.

## Historia i opis modelu

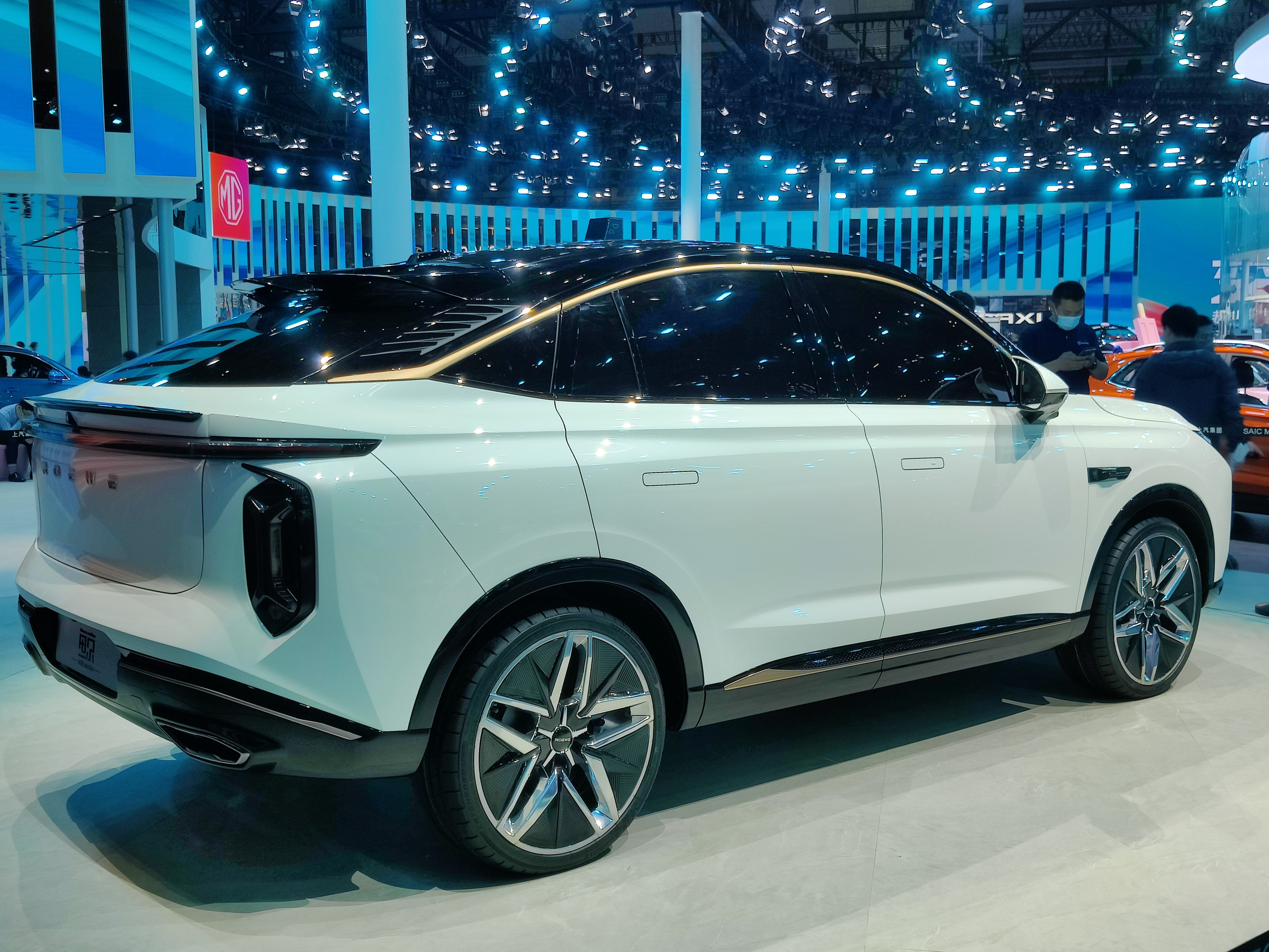
Roewe Whale - tył

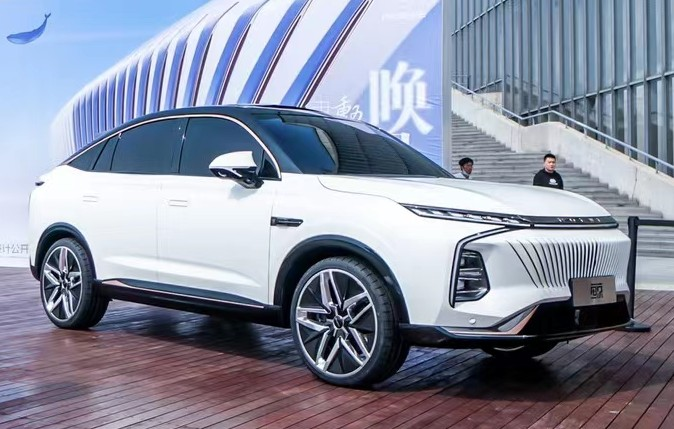
Roewe Whale - sylwetka

W kwietniu 2021 roku podczas wystawy samochodowej Shahghai Auto Show przedstawiony został prototyp Roewe Jing Concept w postaci bliskiej formie produkcyjnej, będąc zapowiedzią pierwszego SUVa o nadwoziu typu coupe w ofercie chińskiego producenta.
Pierwsze nieoficjalne fotografie z chińskiego urzędu patentowego przedstawiające produkcyjnego modelu pod nazwą Roewe Whale opublikowano w sierpniu 2021 roku. Samochód w obszernym zakresie odtworzył wygląd prototypu z pierwszej połowy roku, wyróżniając się awangardową stylizacją z dwurzędowymi reflektorami, jak i lampami tylnymi łączącymi motyw wąskich pasów u góry i większych kloszy niżej. Pojazd zrealizował nowy język stylistyczny Rhythmic Wakehttps://www.youtube.com/watch?v=cZFOyIb3pmE.
Charakterystyczną cechą wizualną Roewe Whale stało się upodobnienie kształtu poprzeczek w przedniej atrapie chłodnicy do kształtu żeber wieloryba, do którego pojazd nawiązuje swoją nazwą zarówno w języku chińskim, jak i angielskim.
Roewe Whale jako pierwszy samochód chińskiego producenta wyposażony w system sztucznej inteligencji Zebra Zhixing Tianpu AI, który opracowano wspólnie z chińskim gigantem Alibaba. Pozwoli on na zarówno na sterowanie systemami centrum inforozrywki, jak i poruszanie się w trybie półautonomicznej jazdy.

### Sprzedaż
Po oficjalnym debiucie wyznaczonym na trzeci kwartał 2021 roku, Roewe Whale trafił do sprzedaży na przełomie 2021 i 2022 roku, z pierwszymi dostawami egzemplarzy do nabywców w Chinach na początku 2022 roku. Samochód nie zdobył popularności, znikając ze sprzedaży w lecie 2023. Pół roku później, w styczniu 2024 samochód przywrócono do produkcji, lecz tym razem włącznie z myślą o rynkach eksportowych. Pod nazwą MG Whale samochód trafił do sprzedaży na Bliskim Wschodzie.

### Silniki
- R4 2.0l Turbo 231 KM